# Voja (Oka)
54° 43′ 00″ N, 39° 26′ 39″ E

La Voja (en russe : Вожа) est une rivière  de l'oblast de Riazan, en Russie, et un affluent droit de l'Oka.

## Géographie
La Voja est longue de 103 km. Sa pente est de 0,275 m/km. Ses principaux affluents sont les rivières Palnaïa, Brovka, Metcha et Serenka.
La ville de Rybnoïe est arrosée par la Voja.
En août 1378, le prince moscovite Dimitri Donskoï remporta une victoire sur une armée mongole à la bataille de la rivière Voja.